# Baciro Dabó
Baciro Dabó (Bigene, 12 de março de 1958 – 5 de junho de 2009) foi um político da Guiné-Bissau. Considerado um aliado próximo do presidente do país, Nino Vieira, serviu como ministro da administração territorial em seu governo, e estava concorrendo como candidato na eleição presidencial de junho de 2009 quando foi morto por forças de segurança, supostamente porque estaria envolvido numa tentativa de golpe de Estado.

## Biografia e carreira
Dabo era um cantor e um jornalista antes de entrar para a política. Como chefe da segurança pessoal do presidente Kumba Yalá, anunciou, em fevereiro de 2001, que uma trama para assassinar o presidente depois de seu retorno de tratamentos médicos em Portugal, "fomentando uma guerra etnorreligiosa", havia sido frustrada, e seus responsáveis presos. Pouco tempo depois, Yala demitiu Dabó de seu cargo, em 27 de fevereiro de 2001, sem qualquer explicação. Em 2002, Dabó passou a ser funcionário do Ministério do Interior do país.
Dabó era um membro de longa data do partido governante no país, o Partido Africano para a Independência da Guiné e Cabo Verde (PAIGC) e era um aliado íntimo do presidente Vieira. Foi indicado Secretário de Estado para a Ordem Pública em 9 de novembro de 2005, cargo que ocupou até que Mamadu Saico Djalo foi indicado para substituí-lo, em 28 de julho de 2006; na sequência, tornou-se Conselheiro de Informações de Vieira, no fim de novembro de 2006.
Quando um governo formado por uma aliança tripartidária hostil a Vieira subiu ao poder, no meio de abril de 2007, Dabó foi incluído no governo como Ministro da Administração Interna; era o único ministro naquele governo a ser considerado aliado de Vieira, que o demitiu do cargo em outubro de 2007 (segundo algumas teorias, devido a pressões dos líderes de oposição e autoridades militares). Após a eleição parlamentar de novembro de 2008, Dabó reassumiu um cargo no governo, desta vez como Ministro da Administração Territorial, em 7 de janeiro de 2009.
Vieira foi assassinado por membros das forças armadas do país em 2 de março de 2009; os soldados o mataram em retaliação por uma explosão anterior que matara o chefe de gabinete Batista Tagme Na Waie - que tinha uma longa e violenta rixa com Vieira. Ninguém foi responsabilizado pela morte, e uma eleição presidencial para escolher um novo mandatário foi marcada para 28 de junho. Dabó renunciou ao seu cargo no PAIGC e como ministro em meados de maio de 2009, e lançou-se como candidato independente na eleição, cuja campanha ele iniciaria em 6 de junho.

## Morte
Seus partidários dizem que entre 3h30 e 4 da madrugada (horário local e GMT), em 5 de junho de 2009, um grupo de cerca de 30 soldados uniformizados e armados teria chegado à casa de Dabó e exigido vê-lo. Os soldados teriam então aberto seu caminho a tiros até o quarto de Dabó, onde ele estava deitado com sua esposa, ferindo membros da equipe de seis homens que fazia a sua segurança. Os soldados teriam então disparado contra Dabó diversas vezes, matando-o instantaneamente. De acordo com a Agence France-Presse, uma "fonte médica" teria informado que Dabó apresentava três ferimentos causados por balas de AK-47 no abdômen, e um na cabeça, todos provocados por disparos feitos a queima-roupa.
As autoridades de Guiné-Bissau apresentavam uma versão diferente dos fatos ocorridos, afirmando que Dabó teria morrido durante uma troca de tiros, ao resistir à sua prisão, por uma suposta tentativa de golpe de Estado. O ex-ministro da defesa Hélder Proença também teria sido morto, numa estrada entre Bula e Bissau, juntamente com seu motorista e um guarda-costas. Diversos outros políticos do PAIGC foram detidos pelas forças de segurança do país, como parte da investigação a respeito do suposto golpe. O serviço de inteligência estatal da Guiné-Bissau afirmou que as intenções do golpe eram "eliminar fisicamente o chefe das forças armadas, derrubar o chefe de Estado interino e dissolver a assembleia nacional".
O jornalista Jean Gomis, citado pela BBC, afirmou que Dabó teria sido morto sob ordens de líderes militares, que temiam serem culpados pelo assassinato do presidente se Dabó vencesse a eleição. Analistas consultados pela agência de notícias Reuters declararam que, caso um vácuo de poder se instaurasse no país, cartéis de droga latino-americanos poderiam expandir sua influência no país, que serve como um porto estratégico para a remessa de cocaína à Europa. O secretário-geral das Nações Unidas Ban Ki-moon afirmou que estava "preocupado com o surgimento de um padrão de assassinados de personalidades de alto escalão na Guiné-Bissau", e enfatizou "a importância e a urgência de se conduzir uma investigação rigorosa, transparente e digna de crédito sobre as circunstâncias destes assassinatos".